# Scrancia modesta
Scrancia modesta is een vlinder uit de familie tandvlinders (Notodontidae). De wetenschappelijke naam van deze soort is voor het eerst geldig gepubliceerd in 1893 door Holland.
De soort komt voor in tropisch Afrika.